# Skagen Havn
Skagen Havn ist der Seehafen von Skagen und liegt an der Ålbæk Bugt im Kattegat nahe Grenen, der Nordspitze Jütlands. Der Güterumschlag betrug 2010 rund 290.000 Tonnen, 2014 rund 160.000 Tonnen. Mit einem Umsatz an Industriefisch von mehr als 200.000 Tonnen (2014) ist er der größte Fischereihafen Dänemarks. Darüber hinaus laufen Yachten und Kreuzfahrtschiffe den Hafen an. Der Hafen ist ein unabhängiges Unternehmen der Frederikshavn Kommune.
Skagen Havn ist an das Eisenbahnnetz angeschlossen, und über die Primærrute 40 kann die Europastraße 45 (Frederikshavnmotorvejen) erreicht werden.

## Hafenverhältnisse
Auf einer Fläche von 1.330.000 m², davon 645.000 m² Landfläche und 685.000 m² Wasserfläche, erstrecken sich Kaianlagen über eine Länge von insgesamt 6,1 Kilometer, davon 580 m mit 11 m Wassertiefe.
Bei Einfahrt vom Meer in den Äußeren Vorhafenbecken (Ydre Forhavnsbassin) teilt sich das Gebiet in einen Vesthavn (Westhafen) mit fünf Hafenbecken und einen Østhavn (Osthafen) mit zwei Becken. Im Mittelbecken (Mittelbassinet) im Vesthavn zwischen der alten Pier (Gamle Pier) und Pier 2 liegt der Yachthafen Skagen Lystbådehavn.
Der Kreuzfahrtschiffkai kann bis maximal 11,0 m Tiefgang befahren werden. Das Kreuzfahrtschiff AIDAnova war mit 183.900 BRZ und 337 m Länge das bisher größte Schiff, das hier festmachte.
Der mittlere Tidenhub schwankt um 0,3 Meter; bei einer durch Weststürme ausgelösten Flut (Sturmhochwasser) kann der Pegelstand auf 1,4 m über den mittleren Meeresspiegel steigen; nach Oststürmen sinkt der Meeresspiegel auf bis zu 0,9 m unter Normalmaß.

## Geschichte
Die Fischerei war seit Beginn Haupterwerbszweig der Stadt, die jedoch keinen Hafen besaß, sodass die Fischer ihre Boote per Seilwinde an Land ziehen mussten. Ein Entwurf aus den 1880er Jahren, der einen durch Kanäle verbundenen Doppelhafen zwischen dem Skagerrak und dem Kattegat vorsah, wurde verworfen. Auf Druck der Fischer wurde 1888 ein neuer Vorschlag ausgearbeitet, der die Basis für ein 1903 verabschiedetes Gesetz über den Bau eines Hafens bildete.
Die Ausschreibung konnte das Unternehmen Gunnarson & Søn og Elzelingen im Januar 1904 für sich entscheiden. Die Baukosten wurden mit 1.430.238 Kronen veranschlagt. Nach dreieinhalbjähriger Bauzeit eröffnete König Friedrich VIII. am 19. November 1907 den Hafen. Gleichzeitig wurden der Sitz des Hafenmeisters, die Fischlagerhäuser (Fiskepakhusene) und ein vom dänischen Architekten Hack Kampmann (1856–1920) entworfenes Zollgebäude errichtet.

### Erweiterungen und Ausbau des Hafens
Anfang der 1930er Jahre wechselten immer mehr Fischer zur lukrativeren Schleppnetzfischerei. Eine Hafenerweiterung schien unausweichlich, und so wurden 1937 im Osten ein neues Hafenbecken und 1938 eine Fischauktionshalle fertiggestellt. Eine 1943 beschlossene Erweiterung im Westen verzögerte sich wegen der deutschen Besetzung Dänemarks im Zweiten Weltkrieg und konnte erst 1952 in Angriff genommen werden. Nach Fertigstellung unter anderem eines neuen Hafenbeckens für Trawler galt Skagen Havn als modernster Fischereihafen des Landes.
In den 1960er Jahren boomte die Fischerei und zum Hafen zählten mehr als 400 Fischkutter. Infolgedessen wurde von 1964 bis 1979 für 35 Mio. DKK das Gebiet im Osten um 120 ha Land und 14 ha Wasserfläche erweitert. Es folgten Vertiefungsmaßnahmen im Vesthavn 1985 und 1991 und im Østhavn 1993.
Seit dem Verkauf des Hafens an die Skagen Kommune im Jahr 2001 wird Skagen Havn als unabhängiges Unternehmen betrieben. Die Geschäfte führt eine siebenköpfige Direktion. Mit der Verwaltungsgebietsreform 2007 ging der Betrieb in den Besitz der  Kommune Frederikshavn über.
Der Østhavn wurde 2005, 2007 und zuletzt 2010 auf nunmehr neun Meter vertieft. 2006–2007 errichtete die Werft Karstensens Skibsværft zwischen Pier 3 und 4 ein Trockendock in den Ausmaßen 135 × 25 × 8 Meter, das für 7.500 Tonnen schwere Schiffe ausgelegt ist. Im selben Zeitraum wurde durch Aufschüttung 110.000 m² Land hinzugewonnen, das anlässlich des 100-jährigen Jubiläums des Hafens 2007 offiziell eingeweiht wurde.
Im Zuge der Errichtung eines Fischterminals von 2007 bis 2008 wurde die alte Auktionshalle renoviert und eine Kühlanlage mit gesicherter Kühlkette aufgestellt. Zur gleichen Zeit begannen im Äußeren Vorhafenbecken die Arbeiten zu einer RoRo-Rampe und einem 170 m langen Kai, der für 9 m tiefgehende Schiffe ausgelegt ist. Der jüngste Ausbau wurde im Frühjahr 2015 abgeschlossen, seither können auch Kreuzfahrtschiffe den Hafen anlaufen. Es wird eine Landstromanalage gebaut.

## Hafenbahn
Der Hafen war mit einer Hafenbahn mit der Bahnstrecke Frederikshavn–Skagen verbunden.